# Конськоволя
Конськоволя, або Конська Воля (пол. Końskowola) — місто на південному сході Польщі, центр Ґміни Конськоволя Пулавського повіту Люблінського воєводства. Конськоволя розташована на березі річки Курувки, між Любліном і Пулавами, неподалік від Курова. Населення: 2188 мешканців (2004).

## Історія
З 8 червня 1532 року по 1870 рік Конськоволя мала статус міста. Набуття статусу пов'язане із дідичем — коронним мечником Анджеєм Тенчинським.
Князь Христофор Збаразький, найправдоподібніше, за борг любельського воєводи Ґабріеля Тенчинського (чоловіка кузини Барбари) з роду Тенчинських став посідачем чи державцем в 1617 р. їх велетенського маєтку — конськовольського ключа.
1706 року вперше згадується церква східного обряду в Конській Волі.
1 січня 2025 року Конськоволі відновлено міські права.

## Пам'ятки

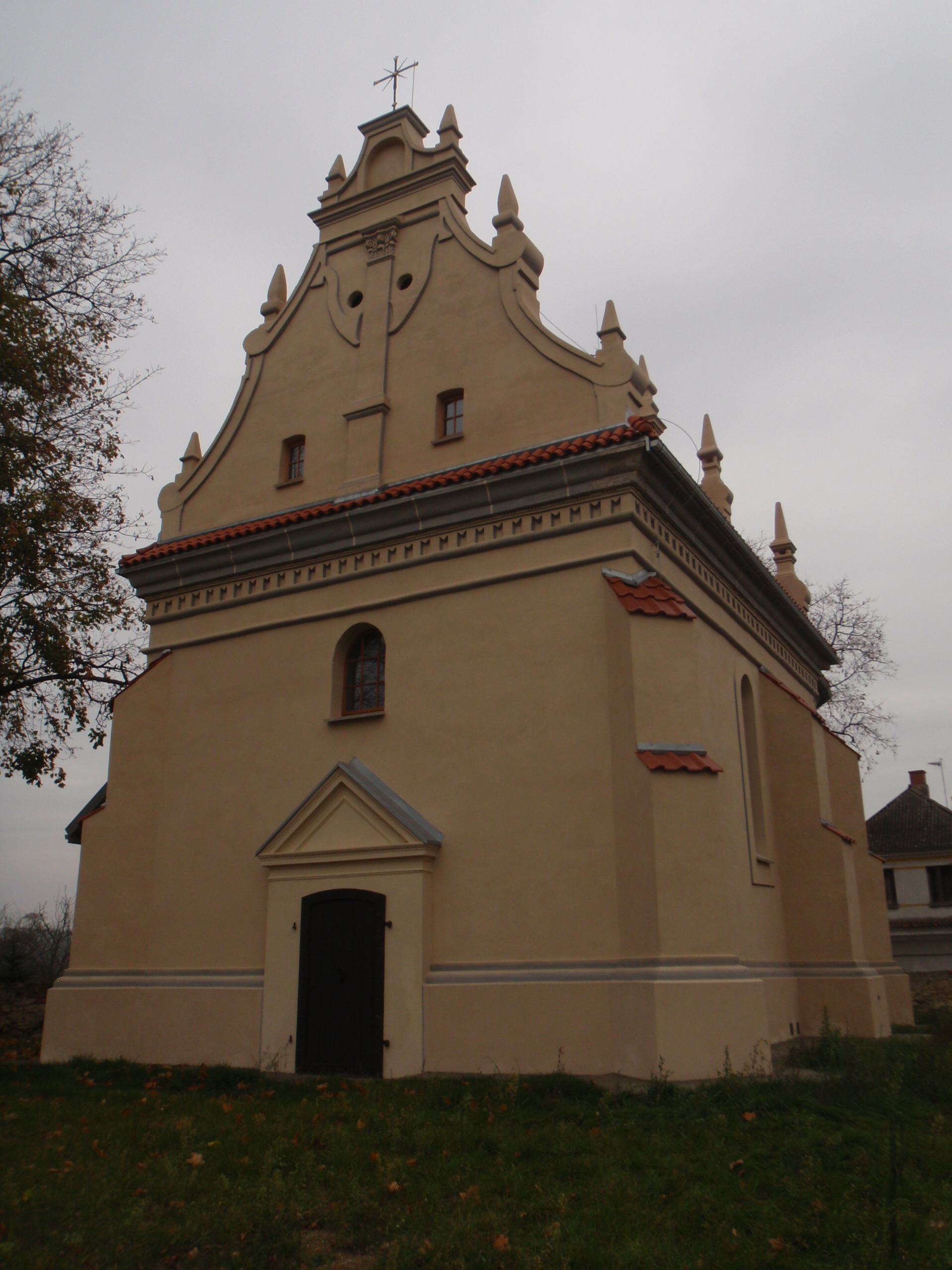
Костел св. Анни

- Костел Віднайдення Святого Хреста та св. Андрія (парафіяльний)
- Костел святої Анни (пришпитальний)
- Ратуша
- Шпихлір

## Відомі люди

### Народилися
- Ельжбета Гелена Сенявська, до шлюбу Любомирська[5].